# Hervormde kerk (Neermoor)
De Hervormde Kerk (Reformierte Kirche) is een kerkgebouw in Neermoor, een Ortsteil van de Oost-Friese gemeente Moormerland (Nedersaksen), dat in de jaren 1794-1797 werd gebouwd.

## Geschiedenis
De eerste kerk van Neermoor werd in 1422 buiten de dorpskern op een verhoging bij het oude kerkhof gebouwd. De erediensten vonden plaats in een kleine kapel in de Süderstraße als de kerk op het kerkhof 's winters minder gemakkelijk te bereiken was.
In de 18e eeuw besloot de gemeente een kerk te bouwen, die vanuit het dorp beter bereikbaar was. Voor de financiering van de nieuwbouw  werd het materiaal van oude kerk verkocht en organiseerden de bewoners een inzameling in Oost-Friesland. Daarnaast werd er afgezien van het plan om een tweede predikant aan te stellen en bleef dominee Christian Carl Clinge het ambt alleen uitoefenen.
In het jaar 1794 werd de oude kerk op het kerkhof afgebroken en de bouw van de huidige kerk begonnen. De kerkdiensten vonden tijdelijk in de kapel van het kerkhof plaats. De nieuwbouw kwam in 1797 gereed, waarna ook de kapel werd gesloopt. In 1875 werd de oorspronkelijk 33 meter hoge klokkentoren met nog eens 12 meter verhoogd.
Sinds 1965 deelt de gemeente met Terborg een predikant, nadat delen van het oorspronkelijke gemeentegebied (Rorichmoor en Neermoorpolder) zelfstandige gemeentes werden.

## Beschrijving
De kerk betreft een metlisenen gelede, rechthoekige zaalbouw met zadeldak en groterondbogige ramen, die het interieur van licht voorzien.
In de oostelijke gevel bevindt zich eveneens een rond raam. Een oostelijke voorbouw dient als consistoriekamer.
De westelijke toren heeft rondboogramen en rondbogige galmgaten, die paarsgewijs zijn ingebracht. De toren wordt bekroond met een achthoekige spits, die afgesloten wordt met een kruis en een weerhaan.

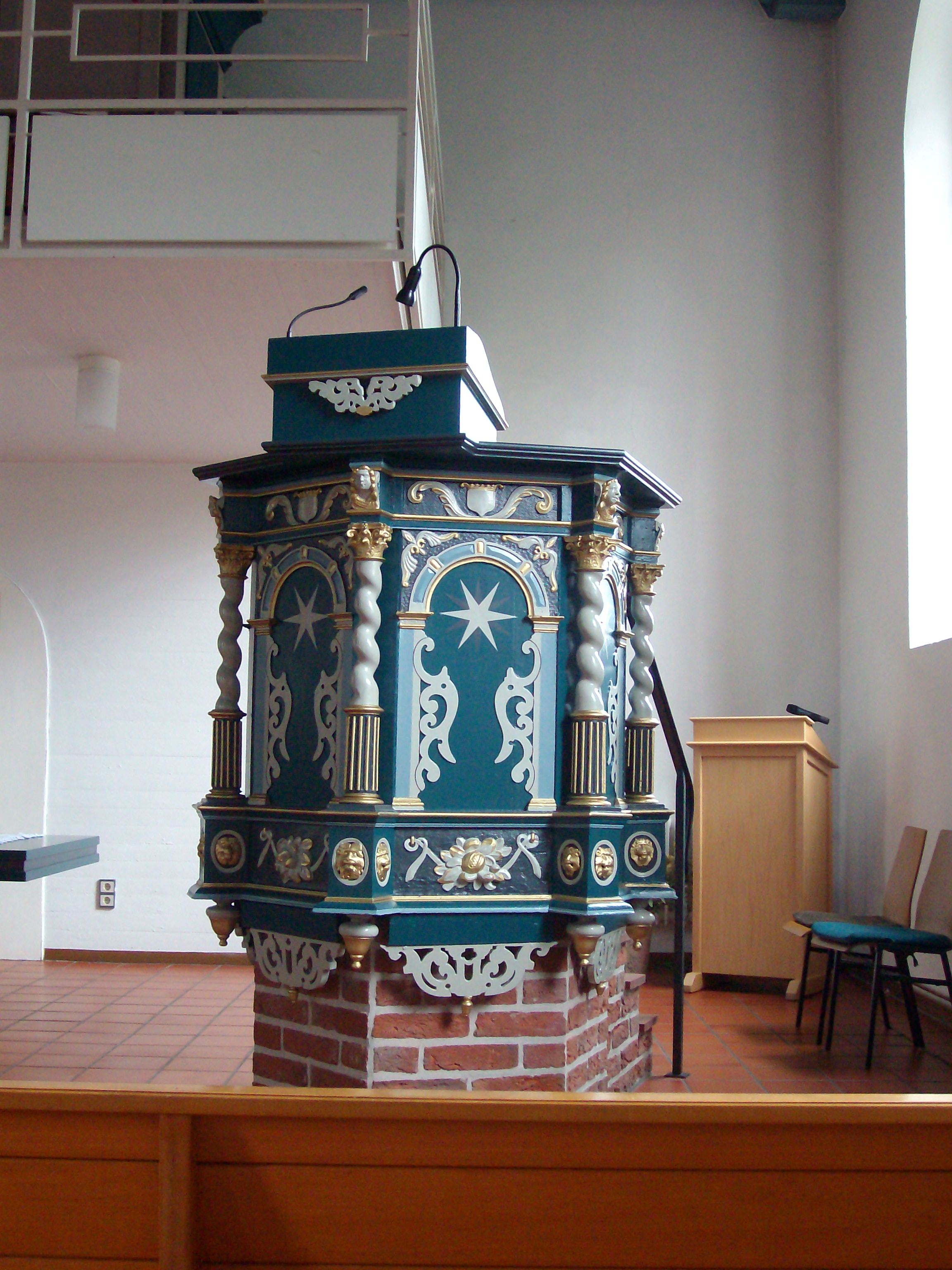
Kansel

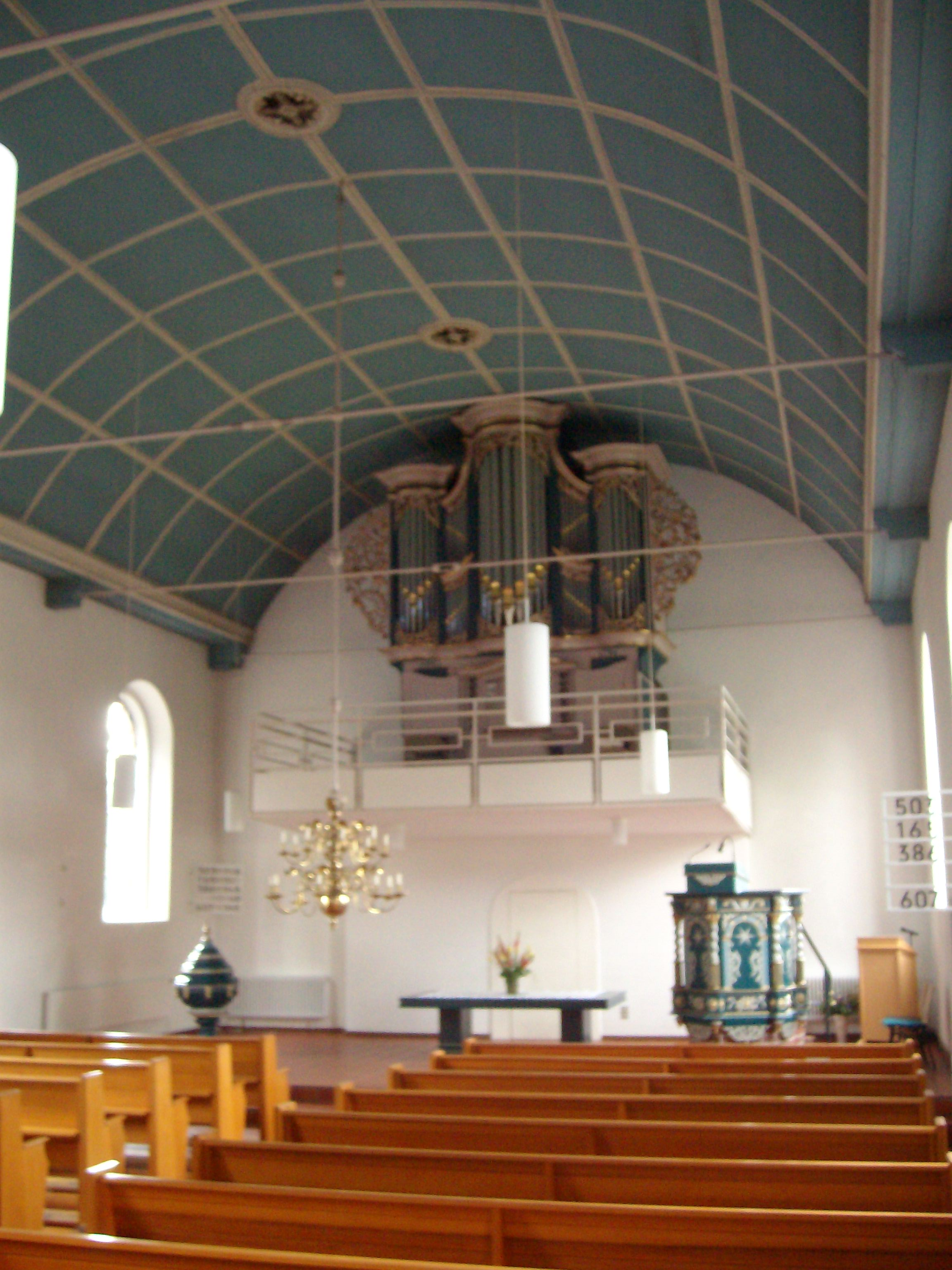
Orgel

## Interieur
Het eenvoudige interieur heeft een houten tongewelf.  Vermoedelijk werd de met houtsnijwerk en gedraaide hoekzuiltjes versierde preekstoel door Frerick Albers gebouwd. De kuip staat vrijstaand van de muur en is op een gemetselde voet geplaatst. 
Voor de westelijke galerij met het orgel staan de avondmaalstafel en een houten doopvont uit 1862. De oostelijke galerij is van recentere datum.

## Orgel
Het orgel staat op de oostelijke galerij en werd door de orgelbouwer Wittmund  er  Hinrich Just Müller gebouwd. Het instrument bezit 11 registers met aangehangen pedaal. In de jaren 1970 werd het door de firma Reil uit Heerde en in 1995 door Winhold van der Putten en Berend Veger uit Winschoten gerestaureerd.  Bij deze restauratie bleef een groot deel van het oorspronkelijke pijpwerk, de windlade en een deel van de klaviatuur bewaard.
| Manuaalwerk C–d3 |               |     |
| 1.               | Bourdon       | 16′ |
| 2.               | Principaal    | 8′  |
| 3.               | Gedekt        | 8′  |
| 4.               | Fluit travers | 8′  |
| 5.               | Octaaf        | 4′  |
| 6.               | Roerfluit     | 4′  |
| 7.               | Nasat         | 3′  |
| 8.               | Octaaf        | 2′  |
| 9.               | Gemshoorn     | 2′  |
| 10.              | Mixtuur IV    |     |
| 11.              | Trompet (B/D) | 8′  |
|                  | Tremulant     |     |